# Joop Waasdorp
Johannes (Joop) Waasdorp (Amsterdam, 28 april 1917 – Valencia, 4 september 1988) was een Nederlands schrijver en journalist.
Waasdorp groeide op in Zaandam en Amsterdam. Na drie jaar HBS en diverse baantjes, was hij als journalist werkzaam bij United Press. Tijdens de Tweede Wereldoorlog zat hij in het verzet, maar in 1943 werd hij opgepakt en als dwangarbeider tewerk gesteld bij een vliegtuigfabriek in Bremen. Na de oorlog werkte hij als vertaler voor Associated Press. Hij nam in 1950 ontslag en ging naar Frankrijk voor de verfilming van De vogelverschrikker naar een scenario van zijn hand, maar de film werd nooit gemaakt. In 1972 zou Waasdorp alsnog het filmscenario publiceren.
In 1956 emigreerde hij naar Australië waar hij als scharensliep, krabbenvisser en houthakker leefde. Hij keerde in 1962 terug naar Nederland en werkte als freelance journalist, medewerker van Vrij Nederland, schrijver, en vertaler van boeken van George Orwell; hij vertaalde onder andere diens Down and out in Paris and London. Zijn Australische ervaringen verwerkte hij in Het naakte leven en Welkom in zee!. Voor deze boeken kreeg hij in 1974 de Marianne Philipsprijs.
De laatste zes jaar van zijn leven woonde hij op een boot in het Spaanse vissersplaatsje Cullera. Hij overleed op 71-jarige leeftijd in een ziekenhuis te Valencia, na een kortstondige ziekte en werd te Cullera begraven.
Waasdorp was tweemaal gehuwd en had een dochter.